# Maya Lawrence
Maya Lawrence (n. 17 iulie 1980, New York City, New York, SUA) este o scrimeră americană specializată pe spadă, campioană pan-americană în 2012 și laureată cu bronz la Jocurile Olimpice de vară din 2012.

## Carieră
A început să practice scrima relativ târziu, la vârsta de 16 ani, la liceu, după ce a jucat softball toată copilăria. S-a mutat în Franța în anul 2007 pentru a-și pregăti cu antrenorul Daniel Levavasseur, dar nu a putut să califice la Jocurile Olimpice de vară din 2008 de la Beijing din cauza unei rupturi ligamentului încrucișat anterior.
În ciuda unei nouă răni în 2009, a devenit campioană pan-americană în anul 2012. În același an, a fost parte din prima echipă americană care a câștigat o medalie la Cupa Mondială, în acest caz medalia de argint la Saint-Maur. S-a alăturat echipei olimpice a Statelor Unite după ce a cucerit medalia de bronz la campionatul național american, câștigându-se biletul pentru Jocurile Olimpice de vară din 2012 de la Londra. La proba individuală, a trecut în turul întâi de italianca Mara Navarria, dar a pierdut în turul următor cu o altă italiană, Rossella Fiamingo. La proba pe echipe, Statele Unite au creat surpriza, trecând clar de Italia în sferturile de finală. Au pierdut cu Coreea de Sud în semifinală, dar în „finala mică” au învins Rusia în minutul suplimentar, cucerind medalia de bronz, prima medalie olimpică din istoria spadei feminine americane.

## Viață personală
A absolvit la Universitatea Princeton și a obținut un masterat în educație la Universitatea Columbia.

## Legături externe
- Prezentare Arhivat în 17 septembrie 2015, la Wayback Machine. la Federația Americană de Scrimă
- en Maya Lawrence la Olympedia.org